# I Look to You (bài hát)
"I Look to You" là một ca khúc thuộc dòng pop-soul của nữ ca sĩ người Mỹ Whitney Houston, từ album phòng thu thứ sáu cùng tên. Ca khúc được phát hành như một đĩa đơn quảng bá trên toàn cầu và là đĩa đơn đầu tiên trích từ album tại Hoa Kỳ vào ngày 23 tháng 7 năm 2009 trên hệ thống đài phát thanh, sau khi nhận được những đánh giá yêu thích trong bữa tiệc nghe thử trước ngày phát hành.
Đĩa đơn này là một trong hai ca khúc do R. Kelly sáng tác và xuất hiện trong album, được sản xuất bởi Emanuel Kiriakou, Tricky Stewart và Harvey Mason, Jr.. Sau khi được phát trên trạm phát thanh ở Hoa Kỳ, ca khúc phát hành bản đầy đủ cho các đài vào ngày 27 tháng 7 năm 2009. Ngày 30 tháng 7, tức là chỉ sau một tuần từ ngày phát hành (và 3 ngày sau khi được ra mắt quảng bá), đĩa đơn vươn tới vị trí 19 trên bảng xếp hạng US Billboard Hot R&B/Hip-Hop, trở thành đĩa đơn thứ 30 của Houston lọt vào top 20 của bảng xếp hạng. Ca khúc sau đó đã trở thành đĩa đơn đạt thứ hạng cao nhất của cô tại Hoa Kỳ trong vòng 9 năm (kể từ năm 2000), đạt đến vị trí thứ 70 trên bảng xếp hạng US Billboard Hot 100. Vào ngày 18 tháng 2 năm 2012, ca sĩ R. Kelly đã biểu diễn ca khúc này trong lễ tang của Houston tại nhà thờ Báp-tít New Hope ở Newark, New Jersey. Màn biểu diễn được phát sóng và truyền phát trực tiếp cho khán giả trên khắp thế giới.

## Bối cảnh thực hiện
Ban đầu, tạp chí Vibe cho biết một ca khúc khác có tựa đề "I Didn't Know My Own Strength", sáng tác bởi Diane Warren và được David Foster sản xuất, sẽ là đĩa đơn mở đường cho album. Tuy nhiên vào các ngày 14, 21 và 23 tháng 7, Houston tổ chức 3 buổi tiệc nghe thử 9 trên 11 bài hát của album. Trong số đó, "Call You Tonight" được cố vấn Clive Davis mô tả là hoàn toàn có thể trở thành đĩa đơn đầu tiên của album. Người sản xuất cho "Million Dollar Bill", Swizz Beatz lại nói rằng bản thu âm của anh chắc chắn là một bản thu âm đánh dấu sự trở lại của Houston, với những lời khen ngợi từ giới phê bình trong cả ba bữa tiệc. Do vậy, nhiều người tin rằng ca khúc này sẽ vượt qua các bài hát khác để được phát hành thành đĩa đơn đầu tiên. Tuy nhiên, cả Rap-Up và trang web chính thức của Houston đều xác nhận thông tin ca khúc chủ đề sẽ là đĩa đơn đầu tiên phát hành tại Hoa Kỳ và "Million Dollar Bill" sẽ được phát hành như một đĩa đơn mở đường cho album trên toàn cầu (đĩa đơn thứ hai tại Mỹ, gần như trùng với ngày phát hành của đĩa đơn đầu tiên). "I Look to You" là đĩa đơn thứ hai của album tại Vương quốc Anh, phát hành vào ngày 14 tháng 12 năm 2009.

## Video âm nhạc
Video âm nhạc của "I Look to You" ra mắt ngày 10 tháng 9 năm 2009 trên trang web chính thức của Houston và trên Entertainment Tonight.
Video được đạo diễn bởi Melina Matsoukas, với hình ảnh nữ ca sĩ từ nhiều góc độ trong một không gian giản dị với phông nền màu be và màu xám phủ lên phần khung cảnh phía sau cô. Cô ngồi trên một chiếc hộp apple, với một chùm đèn phía trên chiếu thẳng xuống. Trước khi kết thúc video, nhiều bông hoa được thả xuống xung quanh nữ ca sĩ. Houston mặc một chiếc váy trắng, tạo cảm giác hòa hợp với khung cảnh.

## Quảng bá
- Houston biểu diễn ca khúc trong chương trình Good Morning America vào ngày 1 tháng 9 năm 2009. Chương trình lên sóng ngày tiếp theo.
- Houston thể hiện "I Look To You" trong chương trình Wetten, dass..? của Đức và nhận được nhiều phản hồi tích cực.
- "I Look To You" được trình diễn tại gala thường niên BET Celebration of Gospel lần thứ hai bởi Houston và Kim Burrell cùng với một dàn hợp xướng phúc âm. Màn trình diễn được đánh giá là màn biểu diễn hay nhất của đêm nhạc.

## Tiếp nhận phê bình
Houston cho biết bản ballad trên piano đầy sức mạnh này tổng quát hóa cho cả album, và là tất cả những gì cô muốn nói vào giai đoạn này của cuộc đời mình. Từ bữa tiệc nghe thử album, Rolling Stone cho rằng với 2 bài hát này của R. Kelly (ca khúc "quàu quạu" nói về cuộc chia tay "Salute" và ca khúc chủ đề mạnh mẽ được sản xuất bởi Tricky Stewart, Emanuel Kiriakou và Harvey Mason, Jr.) Houston dường như đang hướng đến đối tượng khán giả trẻ và các đài phát thanh. Richard Freidman của Showbiz411's gọi đóng góp của R. Kelly là "một bài hoàn hảo, với tiêu đề tuyệt đẹp". Mark Surtherland của tạp chí Billboard viết rằng "Cảm nhận chung về album này là một sự hiện đại đáng để lưu tâm, trong khi giọng hát thương hiệu của Houston tiếp tục được sử dụng để tô điểm cho album". Clive Davis đã khen ngợi Houston khi nói rằng với những ca khúc như "I Look to You", không khó để khẳng định rằng cô ấy 'là nữ hoàng của những bản ballad của thời đại chúng ta'.
Một biên tập viên khác của Billboard, Monica Herrera đưa ra đánh giá tích cực về ca khúc, viết rằng Houston đang "dễ bị tổn thương nhưng vẫn giữ được kiểm soát". Cô cũng nói thêm rằng "những công đoạn sản xuất nhỏ nhất của ca khúc, thể hiện một sự cô độc, với tiếng đàn piano ủ rũ và những tiếng synth nhẹ nhàng, đã được bổ sung một cách tự nhiên để bổ trợ cho khả năng ca hát đang bị biến đổi của Houston". Kết thúc đánh giá, cô nói ca khúc "sánh ngang, một cách công bằng, với những ca khúc giàu cảm xúc vốn là đặc sản của cô ("Greatest Love of All", "I Will Always Love You") và báo trước sự trở lại của một diva đích thực mà người nghe chờ đợi bấy lâu nay".

## Các phiên bản hát lại
- Ca khúc được các diễn viên trong mùa thứ hai của Glee hát lại ở tập Grilled Cheesus. Với Amber Riley hát chính, ca khúc ra mắt và đạt vị trí thứ 74 trên Hot 100 trong tuần 23 tháng 10 năm 2010.
- Ngày 18 tháng 2 năm 2012, ca sĩ/nhạc sĩ R. Kelly biểu diễn ca khúc trong lễ tang của Houston tại nhà thờ New Hope Baptist ở Newark, New Jersey. Màn biểu diễn được phát sóng và được stream trực tiếp cho các thính giả trên toàn cầu.
- Selah thể hiện ca khúc trong album thứ tư của anh, Hope of the Broken World, phát hành năm 2011.
- Ca khúc cũng được ca sĩ-nhạc sĩ người Anh Joe McElderry hát lại và đưa vào album đầu tay Here's What I Believe.

## Danh sách và thứ tự bài hát
| Tải kĩ thuật số 1. "I Look to You" — 4:25 Mặt A đĩa đơn kép phát hành tại Đức 1. "I Look to You" — 4:25 2. "Million Dollar Bill" - 3:24 Đĩa đơn kĩ thuật số phát hành tại Vương quốc Anh 1. "I Look to You" - 4:25 2. "I Look to You" (Giuseppe D. Club Mix) - 7:39 3. "I Look to You" (Johnny Vicious Warehouse Club Mix) - 8:52 4. "I Look to You" (Johnny Vicious Club Mix) - 9:08 5. "I Look to You" (Christian Dio Club Mix) - 7:53 | EP phối lại tải kĩ thuật số phát hành tại Vương quốc Anh 1. "I Look to You" (Johnny Vicious Warehouse Radio Mix) - 4:08 2. "I Look to You" (Johnny Vicious Warehouse Club Mix) - 8:52 3. "I Look to You" (Johnny Vicious Warehouse Mixshow) - 5:50 4. "I Look to You" (Johnny Vicious Radio Mix) - 3:52 5. "I Look to You" (Johnny Vicious Mixshow) - 6:06 6. "I Look to You" (Johnny Vicious Club Mix) - 9:08 7. "I Look to You" (Christian Dio Radio Mix) - 4:01 8. "I Look to You" (Christian Dio Mixshow) - 5:51 9. "I Look to You" (Christian Dio Club Mix) - 7:53 10. "I Look to You" (Giuseppe D. Radio Edit) - 3:47 11. "I Look to You" (Giuseppe D. Club Mix) - 7:39 12. "I Look to You" (Giuseppe D. Mixshow) - 5:52 |

## Diễn biến thương mại
Ca khúc ra mắt ở vị trí thứ 86 trên US Billboard Hot 100 và đạt vị trí thứ 70 hai tuần sau đó. Đĩa đơn trải qua 6 tuần trên bảng xếp hạng và tính đến tháng 5 năm 2012 đã bán ra gần 298.000 bản tại Hoa Kỳ.

## Xếp hạng

### Xếp hạng tuần
| Bảng xếp hạng (2009-2012)                                  | Vị trí cao nhất |
| ---------------------------------------------------------- | --------------- |
| Áo (Ö3 Austria Top 40)                                     | 47              |
| Bỉ (Ultratip Flanders)                                     | 21              |
| Bỉ (Ultratip Wallonia)                                     | 14              |
| Brazil (Billboard Brazil)                                  | 34              |
| Canada (Canadian Hot 100)                                  | 68              |
| Pháp (SNEP)                                                | 124             |
| Đức (GfK) Mặt A đĩa đơn kép cùng với "Million Dollar Bill" | 41              |
| Nhật Bản (Japan Hot 100)                                   | 40              |
| Hà Lan (Single Top 100)                                    | 65              |
| Thụy Điển (Sverigetopplistan)                              | 33              |
| Thụy Sĩ (Schweizer Hitparade)                              | 16              |
| UK Singles (Official Charts Company)                       | 115             |
| Hoa Kỳ Billboard Hot 100                                   | 70              |
| Hoa Kỳ Hot R&B/Hip-Hop Songs (Billboard)                   | 16              |
| Hoa Kỳ Adult Contemporary (Billboard)                      | 22              |
| Hoa Kỳ Dance Club Songs (Billboard)                        | 35              |
| US Jazz Songs (Billboard)                                  | 21              |
| US Hot Gospel Songs (Billboard)                            | 14              |
| US Top Gospel Streaming Songs (Billboard)                  | 7               |
| Bảng xếp hạng (2015)                                       | Vị trí cao nhất |
| US Top Gospel Streaming Songs (Billboard)                  | 4               |
| US Top Digital Gospel Songs (Billboard)                    | 12              |

## Lịch sử phát hành
| Quốc gia       | Ngày phát hành                     | Định dạng                        | Nhãn hiệu                  |
| -------------- | ---------------------------------- | -------------------------------- | -------------------------- |
| Bắc Mỹ         | 23 tháng 7 năm 2009                | Ra mắt                           | Arista Records, Sony Music |
| Áo             | 27 tháng 7 đến 31 tháng 7 năm 2009 | Tải kĩ thuật số miễn phí hạn chế | Sony Music Entertainment   |
| Đức            | 27 tháng 7 đến 31 tháng 7 năm 2009 | Tải kĩ thuật số miễn phí hạn chế | Sony Music Entertainment   |
| Ý              | 27 tháng 7 đến 31 tháng 7 năm 2009 | Tải kĩ thuật số miễn phí hạn chế | Sony Music Entertainment   |
| Bắc Mỹ         | 27 tháng 7 đến 31 tháng 7 năm 2009 | Tải kĩ thuật số miễn phí hạn chế | Arista Records, Sony Music |
| Tây Ban Nha    | 27 tháng 7 đến 31 tháng 7 năm 2009 | Tải kĩ thuật số miễn phí hạn chế | Sony Music Entertainment   |
| Thụy Điển      | 27 tháng 7 đến 31 tháng 7 năm 2009 | Tải kĩ thuật số miễn phí hạn chế | Sony Music Entertainment   |
| Hoa Kỳ         | 11 tháng 8 năm 2009                | Airplay                          | Arista Records             |
| Hoa Kỳ         | 4 tháng 8 năm 2009                 | Tải kĩ thuật số                  | Arista Records             |
| Đức            | 2 tháng 10 năm 2009                | Đĩa đơn kép mặt A                | Sony Music Entertainment   |
| Vương quốc Anh | 6 tháng 11 năm 2009                | Tải kĩ thuật số - Album phối lại | RCA Records                |
| Vương quốc Anh | 14 tháng 12 năm 2009               | Tải kĩ thuật số - Đĩa đơn 5 bài  | RCA Records                |

## Giải thưởng
| Năm  | Quốc gia | Giải               | Hạng mục               | Kết quả   |
| ---- | -------- | ------------------ | ---------------------- | --------- |
| 2010 | Hoa Kỳ   | NAACP Image Awards | Video âm nhạc xuất sắc | Đoạt giải |

## Phiên bản song ca với R. Kelly
Ca khúc được thu âm lại như một bản song ca giữa Houston và R. Kelly, và được phát hành thành đĩa đơn vào ngày 25 tháng 9 năm 2012, bảy tháng sau khi Houston qua đời. Một ngày trước khi phát hành, một phần nhỏ của ca khúc được đưa lên trang web chính thức của Ryan Seacrest. Phiên bản này được phát hành để quảng bá cho album tuyển tập phát hành sau khi mất của Houston, I Will Always Love You: The Best of Whitney Houston.

### Danh sách và thứ tự bài hát
Tải kĩ thuật số
1. "I Look to You" (Whitney Houston and R. Kelly) — 3:39

### Xếp hạng
| Bảng xếp hạng (2012)                     | Vị trí cao nhất |
| ---------------------------------------- | --------------- |
| Hoa Kỳ Hot R&B/Hip-Hop Songs (Billboard) | 90              |

### Lịch sử phát hành
| Quốc gia       | Ngày phát hành       | Định dạng       | Nhãn hiệu   |
| -------------- | -------------------- | --------------- | ----------- |
| Toàn cầu       | 25 tháng 9 năm 2012  | Tải kĩ thuật số | RCA Records |
| Vương quốc Anh | 11 tháng 11 năm 2012 | Tải kĩ thuật số | RCA Records |

### Giải thưởng
| Năm  | Quốc gia | Giải               | Hạng mục         | Kết quả   |
| ---- | -------- | ------------------ | ---------------- | --------- |
| 2013 | Hoa Kỳ   | NAACP Image Awards | Ca khúc xuất sắc | Đoạt giải |